# Robert Lamoot
Robert Lamoot est un footballeur belge né le 18 mars 1911 à Ostende (Belgique) et mort le 15 juin 1996.

## Biographie
Il a évolué comme  attaquant à l'AS Ostende, au Daring Club de Bruxelles et au Royal Olympic de Charleroi dans les années 1930.
Il a été membre des Diables Rouges. Il marque le but belge lors de sa première sélection, le 22 octobre 1933, une lourde défaite à Duisbourg, contre l'Allemagne (8-1). 
Il joue sept fois en équipe nationale, le dernier match étant en 1939.

## Palmarès
- International belge A de 1933 à 1939 (7 sélections et 2 buts marqués)
- premier match international : le 22 octobre 1933, Allemagne-Belgique (8-1)
- Présélectionné à la Coupe du monde en 1934 en Italie (ne joue pas)
- Champion de Belgique en 1936 et 1937 avec le DC Bruxelles
- Vainqueur de la Coupe de Belgique en 1935 avec le DC Bruxelles